# Mehdi Guerrouad
Mehdi Radouane Guerrouad, né le 29 septembre 1981 à Lille, est un footballeur français. Il évoluait au poste de défenseur central.

## Carrière
Après avoir échoué à faire une apparition dans l'équipe de Ligue 1 française du Lille OSC, Guerrouad a signé pour la RAA Louviéroiseen deuxième division belge, où il a eu du mal à s'adapter en raison de la longue saison avec le Lille OSC,.  
Pour la deuxième moitié de la saison 2003/04, il signe au club danois de première division Viborg FF, où il ne fait que 4 apparitions en 2 saisons en raison d'une blessure, avant de jouer pour l'Étoile Fréjus Saint-Raphaël, Feignies Aulnoye, ainsi que le RFC Tournai dans les divisions inférieures françaises et belges,.
Alors qu'il jouait pour la RAA Louviéroise, Guerrouad a été appelé en équipe nationale algérienne des moins de 23 ans.  Bien qu'il ait eu pour objectif de représenter l'Algérie au niveau international,  il n'a jamais fait d'apparition pour eux,.

### Sélection
Mehdi a participé au tournoi qualificatif des Jeux olympiques d'été en 2004 avec l'Algérie,.

## Palmarès
- Vainqueur de la Coupe de Belgique en 2003.